# Cryosophila guagara
Cryosophila guagara é uma espécie de angiospermas da família Arecaceae.
Pode ser encontrada nos seguintes países: Costa Rica e Panamá.
Está ameaçada por perda de habitat.